# Homalenotus buchneri
Homalenotus buchneri is een hooiwagen uit de familie Sclerosomatidae.